# Курилівка (Хмільницький район)
Кури́лівка — село в Україні, у Хмільницькій міській громаді Хмільницького району Вінницької області. Населення становить 797 осіб.

## Історія
За часів Речі Посполітої, було одним з сел "Курилівського ключа", до якого належали також села Широка Гребля, Томашпіль, Філіопіль, Клітищі (тепер у складі Курилівки). 
У 1616 році посесором (орендарем) був Михаїл Струс, староста хмільницький. У ці часи тут була суконна фабрика. 
У 1795 році село було даровано князеві Безбородьку. 
У 1883 році - село літинського повіту хмільницької волості, належало Адаму Орловському. Мало 1132 мешканця, церкву, католицьку каплицю, млини, плодовий сад з оранжереями. 
У 1929 році в селі було побудовано середню школу.
7 квітня 1944 року опергрупа НКВС вступила в бій із загоном УПА «Батька» між селами Миколаївка й Курилівка. Загін був озброєний кулеметами, гвинтівками і гранатами. Для маскування носив червоні стрічки на головних уборах. Під час бою загинуло двоє повстанців, а одного захоплено у полон. Загін відступив у напрямі Летичева. 
12 червня 2020 року, відповідно до Розпорядження Кабінету Міністрів України № 707-р, «Про визначення адміністративних центрів та затвердження територій територіальних громад Вінницької області», увійшло до складу Хмільницької міської громади.
19 липня 2020 року, в результаті адміністративно-територіальної реформи і ліквідації колишнього Хмільницького району(1923-2020), село увійшло до складу новоутвореного Хмільницького району.

## Пам'ятки
- Бобровий — зоологічна пам'ятка природи місцевого значення.
- Хмільницьке — заповідне урочище

## Відомі люди
Тут народився Ігнацій Ян Падеревський (1860 - 1941), видатний польський піаніст, композитор та політик.